# Matches
"Matches" é uma canção gravada pela cantora estadunidense Britney Spears, presente na reedição de seu nono álbum de estúdio, Glory (2016), em uma colaboração com o grupo estadunidense Backstreet Boys. Foi escrita por Mike Wise, Asia Whiteacre, Justin Tranter e Ian Kirkpatrick, e produzida por Wise e Kirkpatrick, sua produção destinou-se originalmente a integrar o nono álbum de estúdio do Backstreet Boys, DNA de 2019, entretanto, a mesma não fez parte de sua seleção final de faixas. Posteriormente, "Matches" foi reaproveitada para ser uma colaboração entre Spears e o quinteto, sendo lançada em 18 de dezembro de 2020, através da RCA, na versão deluxe do relançamento de Glory.   
Em 18 de dezembro de 2020, "Matches" foi enviada a rádios na Itália, tornando-se o quinto single de Glory e apesar de não receber divulgação  como singles previamente lançados por Spears, a faixa figurou em tabelas da América do Norte, Europa, Oceania e Ásia. 

## Antecedentes e composição
"Matches" foi gravada no início de 2017 exclusivamente pelo Backstreet Boys, a fim de integrar seu nono álbum de estúdio DNA (2019), entretanto, a canção não foi incluída na versão final do álbum. Spears ouviu a faixa e gostou da mesma, escolhendo então regravá-la, mas mantendo os vocais do grupo nela, o que tornou-se a primeira colaboração oficial entre os artistas, ambos ícones do público adolescente no fim dos anos noventa e início dos anos 2000.
"Matches" foi produzida por Michael Wise e Ian Kirkpatrick e co-escrita por Asia Whiteacre e Justin Tranter. Musicalmente, é uma canção dance contendo elementos de glitch-pop, electro-pop e efeitos sonoros eletrônicos e vocais altamente tratados. Suas letras retratam um amor perigoso e foram descritas como "provocantes" por Sara Moniuszko da publicação USA Today. A canção também contém muitas reversões; em seu pré-refrão o Backstreet Boys canta: "Nosso fogo está me matando / O tipo bom de me matar", quando Spears começa seu verso com a frase: "Gosto do jeito que você se veste", acrescentando posteriormente: "E do jeito de você se despe".

## Lançamento
Em 8 de maio de 2020, Spears revelou uma nova capa de Glory, quase quatro anos após seu lançamento,. três semanas depois, ela anunciou que "Moon Ring", seria lançado mundialmente em todas as plataformas digitais. A reedição de Glory foi lançada em 4 de dezembro de 2020, contendo a adição das canções inéditas "Swimming in the Stars" e "Matches", esta última, foi enviada as estações de rádio contemporâneas italianas em 18 de dezembro, tornando-se o quinto single a ser retirado do álbum.

## Crítica profissional
Escrevendo para a Rolling Stone, Jon Blisten chamou "Matches" de um "hit delicioso do pop club contemporâneo", com cordas que "lembram as canções ao estilo de Max Martin que fizeram de Spears e Backstreet Boys superestrelas". Tom Breihan do Stereogum chamou a faixa de "cativante" e de um "pop rápido e glitchy". Wren Graves avaliando a canção para a Consequence of Sound, considerou que "Matches" "não é um retorno aos dias de glória dos vestidos de brim e produções de Max Martin; em vez disso, é uma viagem pela última década de EDM com tesão".  Mike Wass do Idolator chamou a colaboração de "sexy" e disse que "não chega a atingir patamares [como" Swimming in the Stars "]", mas ainda é uma "adição digna a ambas as discografias".  Escrevendo para a ABC News Radio, Andrea Dresdale chamou a faixa de "hot banger". 

## Desempenho nas tabelas musicais
Após o seu lançamento, "Matches" não recebeu atividades de promoção nem por Spears ou pela RCA. Durante o período, Spears realizou uma pausa de trabalho por tempo indeterminado, além de enfrentar uma batalha legal com seu pai, nomeado seu tutor. Apesar disso, a canção que não gerou êxito comercial, se estabeleceu em tabelas de vendas de música digital nos Estados Unidos e Canadá, onde classificou-se em número 7 e 11, respectivamente. Na europa, "Matches" atingiu pico de número 22 na tabela de vendas de música digital da Alemanha, mesma posição adquirida na Hungria e de número 40 na tabela de downloads digitais pagos do Reino Unido.
A canção também atingiu posições de tabelas pela ásia e oceania, como na Malásia, se estabelecendo no top 10 e na Nova Zelândia, onde "Matches" alcançou a posição 40 na tabela de vendas de singles.

### Posições semanais
| Tabela musical (2020)                                  | Melhor posição |
| ------------------------------------------------------ | -------------- |
| Alemanha (Official German Charts - Digital Song Sales) | 22             |
| Canadá (Billboard Canada Digital Song Sales)           | 7              |
| Estados Unidos (Billboard Digital Song Sales)          | 11             |
| Hungria (Single Top 40)                                | 22             |
| Malásia (RIM)                                          | 10             |
| Nova Zelândia (RMNZ Hot Singles)                       | 40             |
| Reino Unido (Singles Downloads Chart)                  | 48             |

## Créditos e pessoal
Créditos da elaboração de "Matches" adaptado de Tidal:
- Britney Spears – vocais principais
- Backstreet Boys – vocais principais
- Ian Kirkpatrick – composição, produção
- Michael Wise – composição, produção
- Justin Tranter – composição
- Asia Whiteacre – composição
- Josh Gudwin – mixagem
- Dave Kutch – masterização

## Histórico de lançamento
| Região | Data                   | Formato          | Gravadora | Ref.   |
| ------ | ---------------------- | ---------------- | --------- | ------ |
| Itália | 18 de dezembro de 2020 | rádio mainstream | Sony      | [ 15 ] |